# Cœur de Sarajevo
Le Cœur de Sarajevo (Srce Sarajeva) est la récompense décernée dans chaque catégorie lors du Festival du film de Sarajevo.
La récompense est un cœur stylisé créé par Agnès b..

## Palmarès

### Meilleur film
| Année | Film                                              | Titre original                       | Réalisateur                       | Nationalité du réalisateur |
| ----- | ------------------------------------------------- | ------------------------------------ | --------------------------------- | -------------------------- |
| 1996  | Breaking the Waves                                |                                      | Lars von Trier                    | Danemark                   |
| 1997  | Ma vie en rose                                    |                                      | Alain Berliner                    | Belgique                   |
| 1998  | Seul contre tous                                  |                                      | Gaspar Noé                        | France                     |
| 1999  | Dezember, 1-31                                    |                                      | Jan Peters                        | Allemagne                  |
| 2000  | Bleeder                                           |                                      | Nicolas Winding Refn              | Danemark                   |
| 2001  | No Man's Land                                     | Ničija zemlja                        | Danis Tanović                     | Bosnie-Herzégovine         |
| 2002  | Sábado                                            |                                      | Juan Villegas                     | Argentine                  |
| 2003  | Au feu !                                          | Gori vatra                           | Pjer Žalica                       | Bosnie-Herzégovine         |
| 2004  | Mila ot Mars                                      |                                      | Zornitsa Sofia                    | Bulgarie                   |
| 2005  | Lady Zee                                          |                                      | Guéorgui Dioulguérov              | Bulgarie                   |
| 2006  | Das Fräulein                                      |                                      | Andrea Štaka                      | Suisse                     |
| 2007  | Takva                                             |                                      | Özer Kızıltan                     | Turquie                    |
| 2008  | Buick Riviera                                     |                                      | Goran Rušinović                   | Croatie                    |
| 2009  | Ordinary People                                   | Obični ljudi                         | Vladimir Perišić                  | Serbie                     |
| 2010  | Tilva Roš                                         |                                      | Nikola Ležaić                     | Serbie                     |
| 2011  | Nouveau Souffle                                   | Atmen                                | Karl Markovics                    | Autriche                   |
| 2012  | Papa vient dimanche                               | Toată lumea din familia noastră      | Radu Jude                         | Roumanie                   |
| 2013  | Eka et Natia, chronique d'une jeunesse géorgienne | Grdzeli nateli dgheebi               | Nana Ekvtimishvili and Simon Groß | Géorgie                    |
| 2014  | Les Chants de ma mère                             | Annemin Şarkısı                      | Erol Mintaş                       | Turquie                    |
| 2015  | Mustang                                           |                                      | Deniz Gamze Ergüven               | Turquie                    |
| 2016  | Album de famille                                  | Albüm                                | Mehmet Can Mertoğlu               | Turquie                    |
| 2017  | Sashishi deda                                     |                                      | Ana Urushadze                     | Géorgie                    |
| 2018  | Ága                                               |                                      | Milko Lazarov                     | Bulgarie                   |
| 2019  | Take Me Somewhere Nice                            | Odvedi me na neko lijepo mjesto      | Ena Sendijarević                  | Bosnie-Herzégovine         |
| 2020  | Exil                                              |                                      | Visar Morina                      | Kosovo                     |
| 2021  | Great Freedom                                     | Große Freiheit                       | Sebastian Meise                   | Autriche                   |
| 2022  | Safe Place                                        | Sigurno mjesto                       | Juraj Lerotić                     | Croatie                    |
| 2023  | Blackbird Blackbird Blackberry                    |                                      | Elene Naveriani                   | Géorgie                    |
| 2024  | Trois kilomètres jusqu'à la fin du monde          | Trei kilometri până la capătul lumii | Emanuel Pârvu                     | Roumanie                   |